# Heikki Räisänen
Heikki Martti Räisänen, född 10 december 1941 i Helsingfors, död 30 december 2015, var en finländsk religionshistoriker.
Räisänen blev teologie doktor 1969. Han var 1975–2006 professor i Nya Testamentets exegetik vid Helsingfors universitet och 1984–1994 forskarprofessor samt 2001–2006 akademiprofessor vid Finlands Akademi.
Räisänen väckte på 1980-talet uppmärksamhet med sin kritik av kyrkans fasthållande vid myter och legender i sin förkunnelse. Han var en produktiv forskare och behandlade bland annat jungfrufödseln och relationen mellan Bibeln och Koranen samt den judiska lagen från kristen synvinkel. Genom sin forskning breddade och fördjupade han kunskapen om det tidiga kristna tänkandet i dess judiska och grekisk-romerska kontext. Vid sidan av vetenskapliga arbeten, bland annat det grundläggande Beyond New Testament Theology (1990), författade Räisänen flera populärt hållna verk.
År 2006 erhöll han Gad Rausings pris för framstående humanistisk forskargärning. Han var hedersdoktor vid universiteten i Edinburgh och Uppsala. samt från 2004 ledamot av Academia Europaea